# (124) Alcestis
(124) Alcestis és un asteroide que forma part del cinturó d'asteroides i va ser descobert per Christian Heinrich Friedrich Peters des de l'observatori Litchfield de Clinton, Estats Units, el 23 d'agost de 1872. S'anomena per Alceste, un personatge de la mitologia grega. Està situat a una distància mitjana de 2,63 ua del Sol, i pot apropar-se fins a 2,428 ua. Té una inclinació orbital de 2,953° i una excentricitat de 0,07689. Empra 1.558 dies a completar una òrbita al voltant del Sol.